# 해양원핵생물

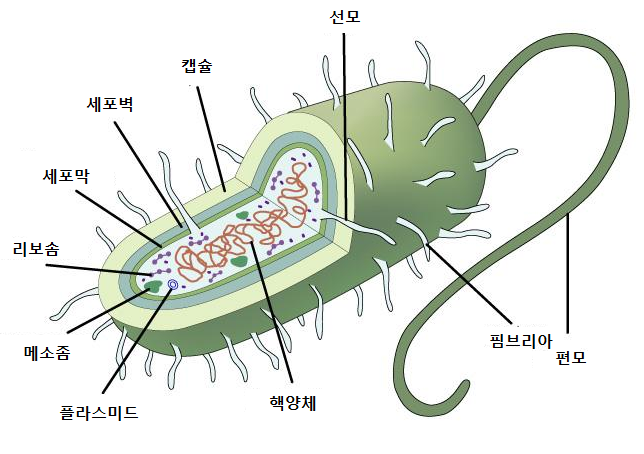
원핵세포의 구조 세포는 원핵생물과 진핵생물로 나뉠 수 있다. 원핵생물은 세균이나 고균으로 구분된다. 그림은 원핵생물들의 공통적인 구조를 나타낸다. 세균과 고균은 서로 다른 역으로 분류되는 것에서 알 수 있듯이 근본적인 차이점이 존재한다.

해양원핵생물(영어: Marine prokaryotes)은 해양세균(Marine bacteria)과 해양고균(Marine archaea)을 말한다. 해양원핵생물은 해양 환경, 즉 소금물이나 바다 또는 염분이 함유된 연안 강어귀에 서식하는 원핵생물을 의미한다. 모든 세포는 원핵생물과 진핵생물로 나눌 수 있다. 진핵생물은 세포가 세포막으로 둘러싸인 핵을 가지고 있는 유기체인 반면 원핵생물은 세포막으로 둘러싸인 핵을 가지고 있지 않은 유기체이다. 3역 분류 체계에 따르면 원핵생물은 세균역과 고균역으로 나뉘고 원핵생물 이외의 생물은 진핵생물역에 포함된다.
원핵생물은 영양분을 재활용하는 분해자로서 생태계에서 중요한 역할을 한다. 일부 원핵생물은 병원성이 있어, 식물과 동물에게 질병을 유발하거나 죽음을 초래하기도 한다. 해양원핵생물은 탄소나 다른 영양소의 순환뿐만 아니라 바다에서 일어나는 광합성에도 상당히 기여하고 있다.
원핵생물은 모든 생물권에서 서식한다. 2018년을 기준으로 지구상의 모든 원핵생물의 총 생물량은 770억 톤으로 추산된다. 고균의 총 생물량은 70억 톤, 세균의 총 생물량은 700억 톤으로 추산된다. 이러한 수치들은 지구상의 모든 동물의 총 생물량이 20억 톤이며 사람의 경우 총 생산량이 6000만 톤인 것과 비교하여 큰 차이를 보인다. 이것은 고균의 생물량이 인류 전체의 생물량의 100배 이상이고 세균의 경우에는 1000배 이상임을 의미한다.
지구의 탄생 직후로부터 6억년 동안 지구에 생명체가 존재했다는 명확한 증거는 없다. 생명체의 첫 출현 이후 32억 년 동안은 해양원핵생물이 지배적이었다. 관(冠)진핵생물(Crown eukaryotes)과 같은 형태의 복잡한 생명체는 불과 5억 년 전의 캄브리아기 폭발 전까지만 해도 존재하지 않았었다.

## 역사
지구는 약 4,54 억 년 전에 생겼다.
지구의 생명체에 대한 최초의 확실한 증거는 적어도 3.5 억 년 전부터, 지질학적 지각이 초기 융용 명왕누대에 따라 굳어지기 시작한 후 초시생대 시기 동안에 생긴, 서호주에서 발견된  3.48 억 년 된 사암 미생물 매트 화석이다.

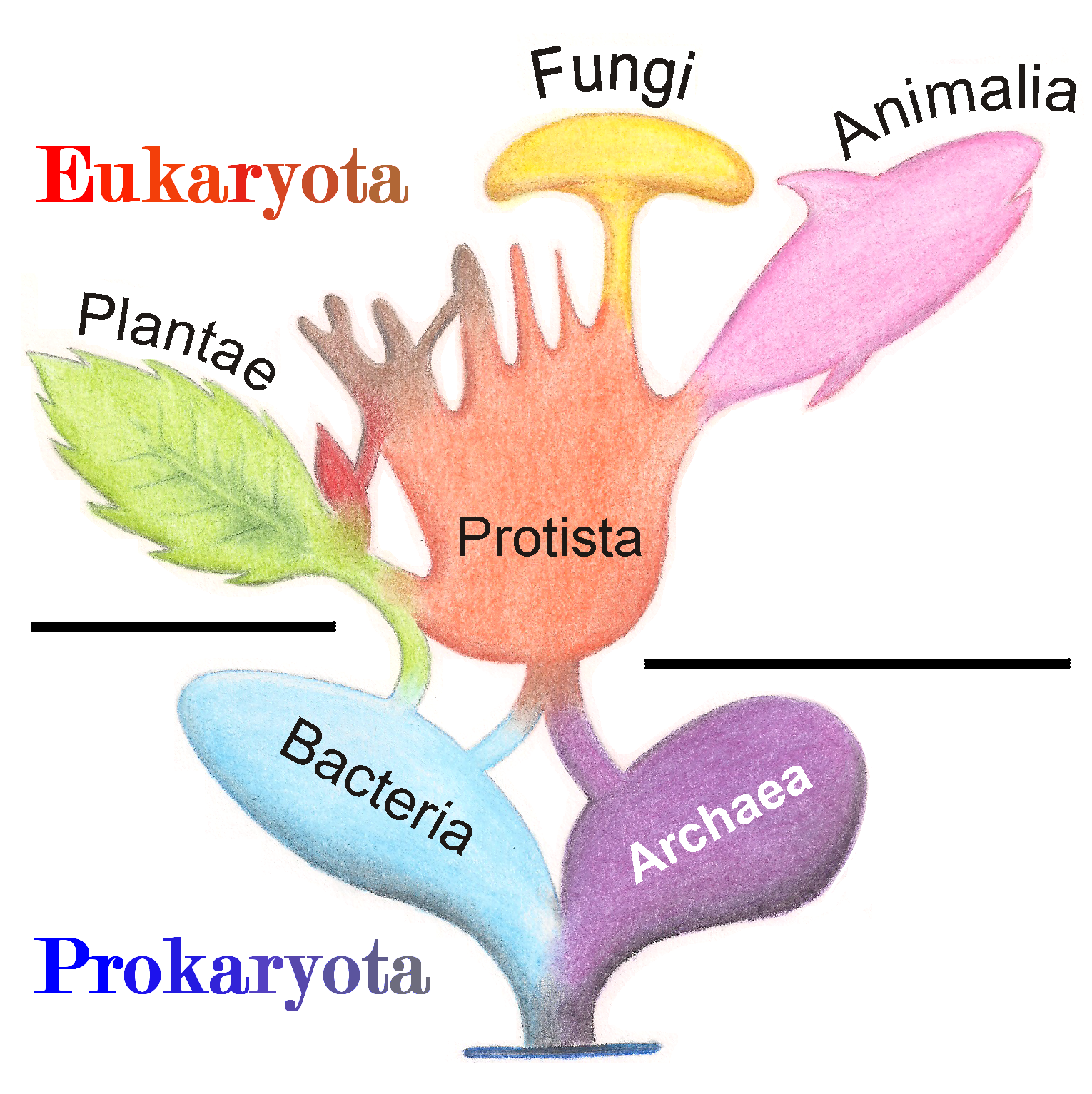
살아있는 유기체의 계통 발생 및 공생 유전 나무, 진핵 생물과 원핵 생물의 기원에 대한 견해를 보여준다.

과거의 종들은 또한 그들의 진화 역사에 대한 기록을 남겼다. 화석은 현재 유기체의 비교 해부학과 함께 형태 학적 또는 해부학 적 기록을 구성한다.현대 종과 멸종 된 종의 해부학을 비교함으로써 고생물학자들은 그 종의 혈통을 추론 할 수 있다. 그러나 이 접근법은 껍질, 뼈 또는 치아와 같은 단단한 신체 부위를 가진 유기체에게 가장 성공적이다. 또한, 박테리아 및 고세균과 같은 원핵생물은 제한된 공통 형태를 공유하기 때문에, 그들의 화석은 그들의 조상에 대한 정보를 제공하지 않는다.
원핵 생물은 약 3-4 억 년 전부터 지구에 존재했다. 형태학이나 세포 조직의 명백한 변화는 향후 수십억 년 동안이 유기체에서 발생하지 않았다. 진핵 세포는 1.6 억 년에서 2.7 억 년 전에 나타났다. 세포 구조의 다음 주요 변화는 박테리아가 진핵 세포에 의해 삼켜 졌을 때, 내부공생이라고 불리는 협동 조합을 통해 이루어졌다. 그 후 삼켜진 박테리아와 숙주 세포는 공진화를 거쳤고, 박테리아는 미토콘드리아나 하이드로게노좀으로 진화했다. 남세균 같은 유기체의 또 다른 삼킴은 조류와 식물에서 엽록체의 형성으로 이어졌다.

진핵생물과 원핵생물의 비교

생명의 역사는 단세포 원핵생물과 진핵생물의 역사였고, 약 6억 1천만년 전 에디아카라기 시대에 다세포 생물이 바다에 나타나기 시작했다. 다세포성의 진화는 해면동물, 갈조류, 남세균, 점균류 와 점액세균 같은 다양한 생물에서 여러 독립적인 사건들에서 일어났다.
2016년에 과학자들은 약 8억년 전에 GK-PID라고 불리는 단일 분자의 작은 유전적 변화가 유기체가 단일 세포 유기체에서 많은 세포 중 하나로 갈 수 있게 했을지도 모른다고 보고했다.
이러한 최초의 다세포 생물이 출현한 직후, 캄브리아기 폭발이라고 불리는 사건으로, 약 1천만년에 걸쳐 놀라운 양의 생물학적 다양성이 나타났다. 여기서, 대부분의 종류의 현대 동물들이 화석 기록에 등장했고, 그 후에 멸종된 독특한 계통도 나타났다.
캄브리아기의 폭발은 광합성으로 인한 대기 중 산소의 축적을 포함하여 다양한 계기가 제안되었다.

## 배경

다른 유기체 및 생체분자의 그것과 관련된 원핵생물(생물 및 고균)과 바이러스에 의해 나타나는 크기의 범위

원핵생물과 진핵생물의 어원은 그리스어로 프로는 "전"을, eu는 "진짜" 또는 "참"을, karyon은 "넛", "커널" 또는 "핵"을 의미한다. 그래서 원핵생물은 "핵보다 먼저"를 의미하고 진핵생물은 "진정한 핵"을 의미한다.
원핵생물과 진핵생물의 생물 형태 분리는 미생물학자 로저 스타니에와 C. B. 반 니엘에 의해 1962년 논문에서 확고하게 확립되었다. 이러한 분류의 한 가지 이유는 당시 청록조류(현재는 청록조류)라고 불리던 것이 식물로 분류되지 않고 박테리아로 분류되기 때문이다.
1990년에 칼 우즈 등은 3-도메인 시스템을 도입했다. 원핵생물은 고세균과 박테리아의 두 영역으로 나뉘었고, 진핵생물은 그 자체로 하나의 도메인이 되었다. 이전 분류와의 주요 차이점은 박테리아에서 고세균을 분리하는 것이다.

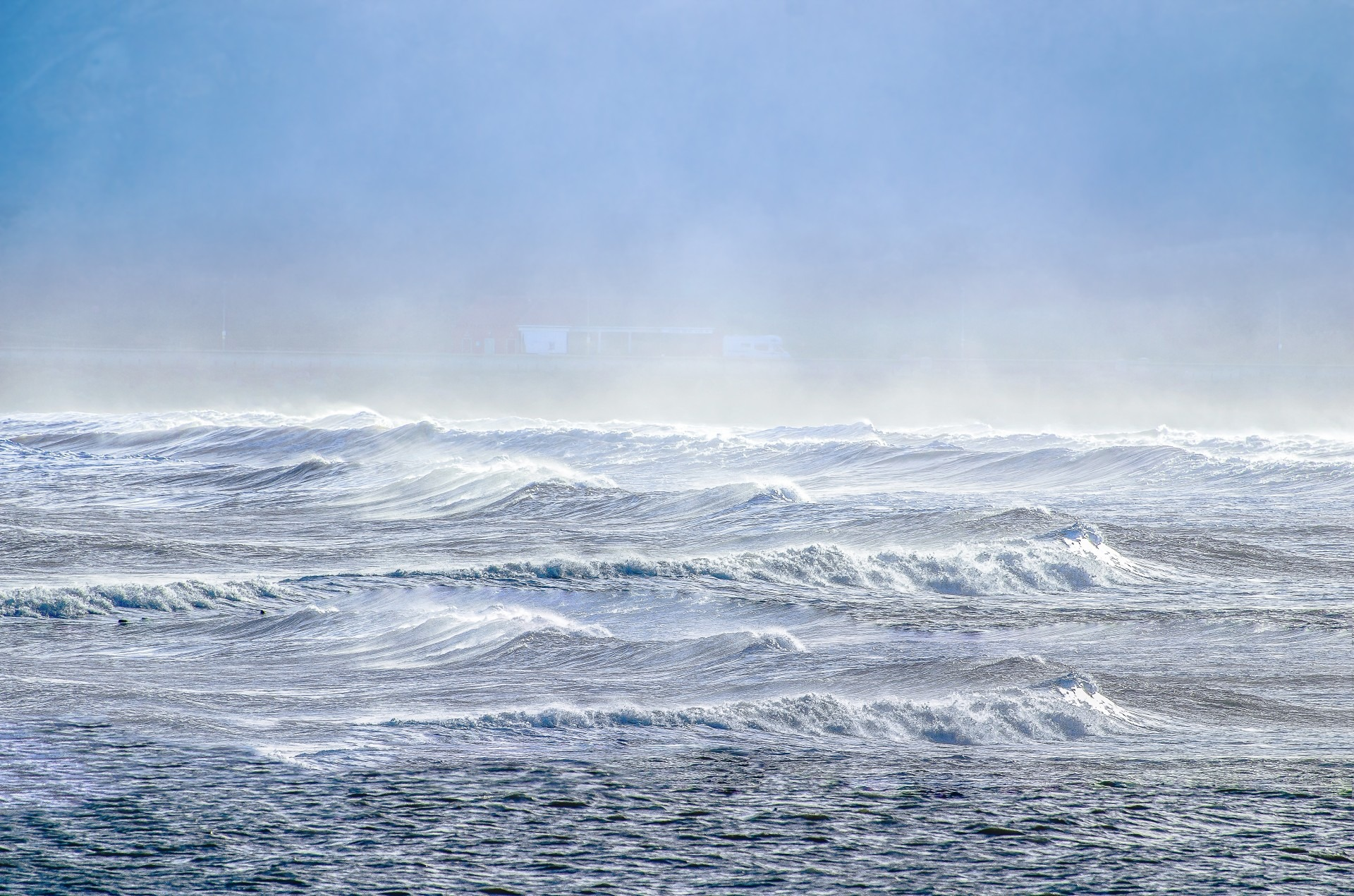
원핵생물을 포함한 해양 미생물이 함유된 바다 비말은 공중 부유 생물이 되는 대기권 높이로 휩쓸릴 수 있으며 지구로 다시 떨어지기 전 지구를 돌아다닐 수 있다.

지구상의 생명체에 대한 가장 초기의 증거는 37억 년 된 암석에서 발견된 생명 발생 탄소와 스트로마톨라이트 화석에서 나온다.
2015년, 41억 년 된 암석들에서 가능한 "생물학적 생명의 잔해"가 발견되었다. 2017년 지구상에서 가장 오래된 형태의 생명체에 대한 추정적 증거는 4.28 억 년 전 열수 분출공 침전물에서 발견된 화석화 된 미생물의 형태로 보고 되었다.( 4.54 억 년 전에 지구가 형성 되었고, 얼마 지나지 않아, 4.4 억 년 전에 바다가 형성되었다.)
공존하는 박테리아와 고세균의 미생물 매트는 초기 시생누대에서 지배적 인 형태의 생명체였으며 초기 진화의 많은 주요 단계가 이 환경에서 일어난 것으로 생각된다.
약 3.5 Ga의 광합성의 진화는 대기 중에 노폐물 산소의 축적을 초래하여 약 2.4 Ga에서 시작된 산소 대폭발 사건으로 이어졌다.
진핵생물의 가장 오래된 증거는 1.85 Ga이며, 그리고 그들이 더 일찍 존재했을 수도 있지만, 물질대사에 산소를 사용하기 시작했을 때 그들의 다양화가 가속화되었다. 나중에, 약 1.7 Ga, 분화 세포가 전문화 된 기능을 수행하는 다세포 생물가 나타나기 시작했다.

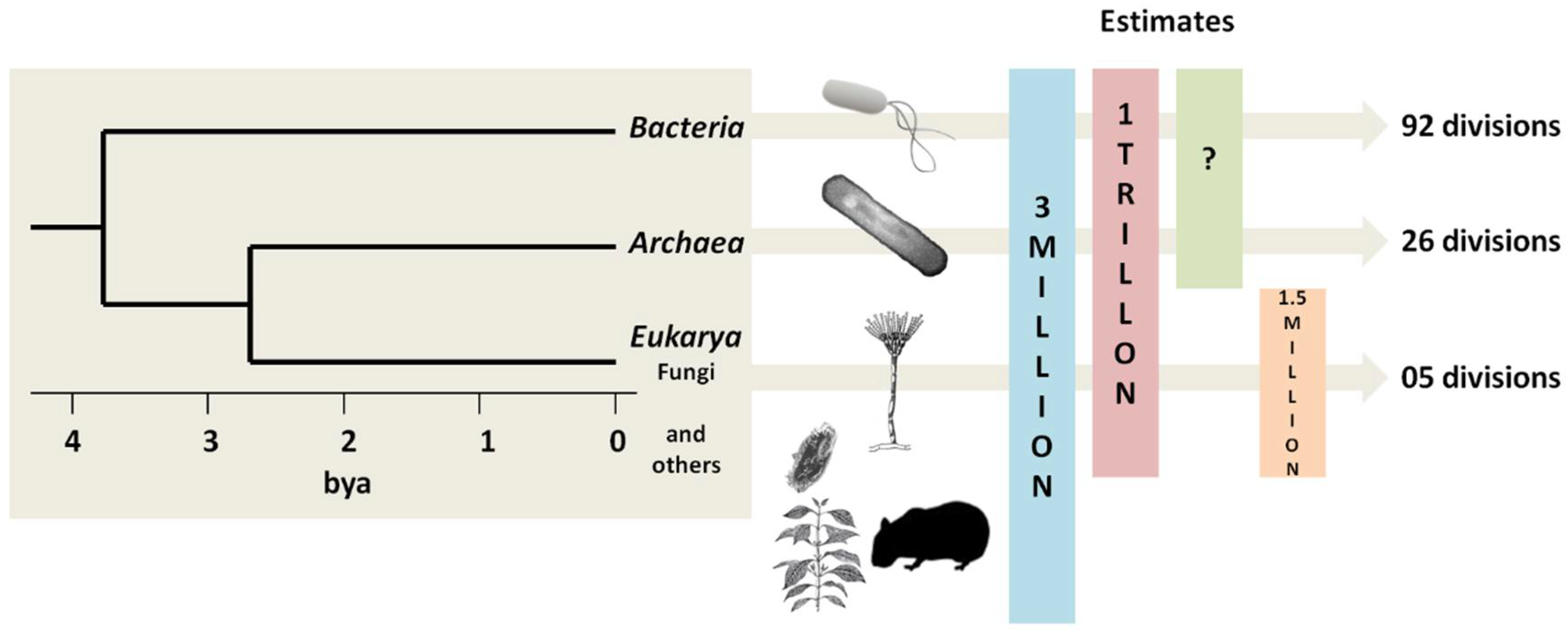
미생물 종의 추정은 생명의 세 영역에서 카운트된다. 박테리아는 가장 오래되고 가장 생물 다양성이 풍부한 그룹이며, 고세균와 진균 (가장 최근의 그룹)이 그 뒤를 잇는다. 미생물 생명의 정도에 대한 인식이 진행되기 전인 1998년에 로버트 M. 메이는, 지구상에 3 백만 종의 살아있는 유기체가 있다고 추정했다. 그러나 2016 년 Locey와 Lennon는 미생물 종의 수는 1 조만큼 높을 것으로 추정했다.

원핵생물을 포함한 공기 중에 떠다니는 미생물의 흐름은 기상 시스템 위지만 상업용 항공로 아래를 돌고 있다.
일부 이동해다니는 미생물은 육상 먼지 폭풍에서 휩쓸려 가지만, 대부분은 바다 비말의 해양 미생물에서 비롯된다. 2018년에 과학자들은 수억 개의 바이러스와 수천만 개의 박테리아가 지구 전역의 모든 평방 미터에 매일 퇴적된다고 보고했다.
해양 생태계에서 바이러스의 역할과 같이 바다 속에서의 미시적인 생명체는 다양하고 여전히 잘 이해되지 않는다.
대부분의 해양 바이러스는 박테리오파지이며, 식물과 동물에게는 무해하지만 바닷물과 담수 생태계의 규제에 있어서는 필수적이다.
수생 미생물 군락에서 박테리아와 고세균을 감염시키고 파괴하며, 해양 환경에서 탄소를 재활용하는 것은 가장 중요한 메커니즘이며, 죽은 박테리아 세포에서 방출 된 유기 분자는 신선한 박테리아와 조류 성장을 자극한다.
바이러스 활성은 또한 생물학적 펌프에 기여할 수 있으며, 탄소가 심해에서 격리되는 과정이다.

## 해양세균

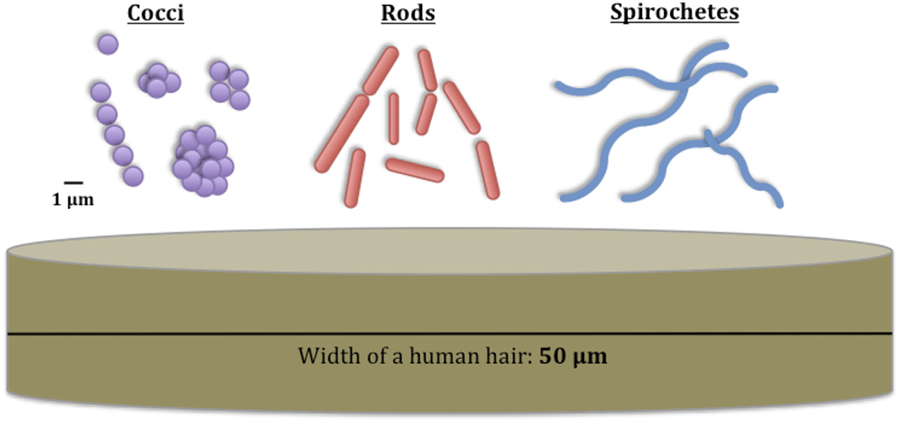
여러 가지 세균의 모양(원형, 막대형, 나선형)과 사람의 머리카락 너비와 비교한 크기.

세균은 원핵생물역의 상당한 부분을 차지한다. 일반적으로 몇 마이크로미터 정도의 길이를 가진 세균들은 구형, 막대형, 나선형의 다양한 모양을 가진다. 세균은 지구에서 출현한 최초의 생명체 중 하나이고 지구상의 모든 환경에서 서식한다. 세균은 토양이나 물속, 산성을 띄는 온천, 방사성 폐기물, 그리고 깊은 땅속에도 서식한다. 또한 세균은 동식물과 공생하거나 기생하며 살기도 한다.
세균은 한때 분열균(Schizomycete)을 구성하는 식물로 여겨졌었지만 현재는 원핵생물로 분류된다. 동물이나 진핵생물의 세포와는 달리, 세균은 핵을 가지고 있지 않으며, 막성 세포소기관을 가지고 있는 경우도 거의 없다. 과거에 세균은 모든 원핵생물을 포함하는 용어였으나, 1990년대에 원핵생물이 고대의 공통 조상으로부터 진화하였지만 매우 다른 두 가지 유형의 유기체로 구성되어있다는 사실이 발견되면서 과학적인 분류가 변화하였다. 이 두 가지 진화의 영역을 세균과 고균이라 한다.

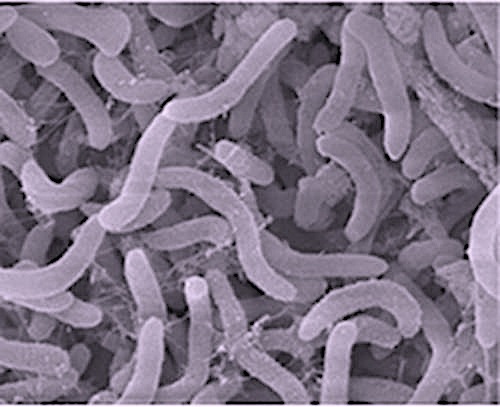
펠라지박터 유퀴비(Pelagibacter ubique)는 바다에서 가장 풍부한 박테리아이며, 전지구적 탄소 순환에서 중요한 역할을 한다.

현재 존재하는 세균의 조상은 약 40억년 전 지구에 나타난 최초의 생명체인 단세포 미생물이다. 약 30억년 동안, 대부분의 유기체들은 현미경으로 보아야만 볼 수 있을 정도로 작았고, 이러한 생명체들 중 지배적이었던 것이 바로 세균과 고균이다. 스트로마톨라이트와 같은 세균화석이 존재하지만, 이러한 것들은 독특한 형태학적 구조가 없기 때문에 세균의 진화 역사를 조사하거나 특정 세균 종의 기원 연대를 추정하는데 사용할 수 없다. 하지만 유전자 서열을 사용하여 세균의 계통발생을 재구성할 수 있으며, 이러한 연구는 세균이 고균/진핵생물 계통에서 가장 먼저 나뉘었음을 나타낸다. 또한 세균은 고균과 진핵생물의 진화적 분화에도 관여하였다. 고대의 세균이 진핵생물의 조상의 내부로 들어가 내부공생(Endosymbiosis)을 시작하면서 현재의 진핵생물이 나타나게 되었고, 이는 아마도 고균과도 관련이 있었을 것이다. 이는 현재 알려진 모든 진핵생물에서 발견되는 미토콘드리아(Mitochondria)나 하이드로게노좀(Hydrogenosome)을 형성하기 위해서 최초의 진핵생물이 알파프로테오박테리아(Alphaproteobacteria) 공생체를 삼키는 것을 포함한다. 이후에는 이미 미토콘드리아를 포함하고 있던 일부 진핵생물들도 남세균(Cyanobacteria) 유사한 유기체를 삼켰다. 이는 조류(Algae)와 식물에서 엽록체(Chloroplast)를 형성하도록 하였다. 일부 조류는 훨씬 나중에 일어난 내부공생에서 유래하기도 하였다. 진핵생물들은 "2세대" 색소체(Plastid)로서 발전한 조류를 삼켰는데 이를 2차 내부공생이라 한다.

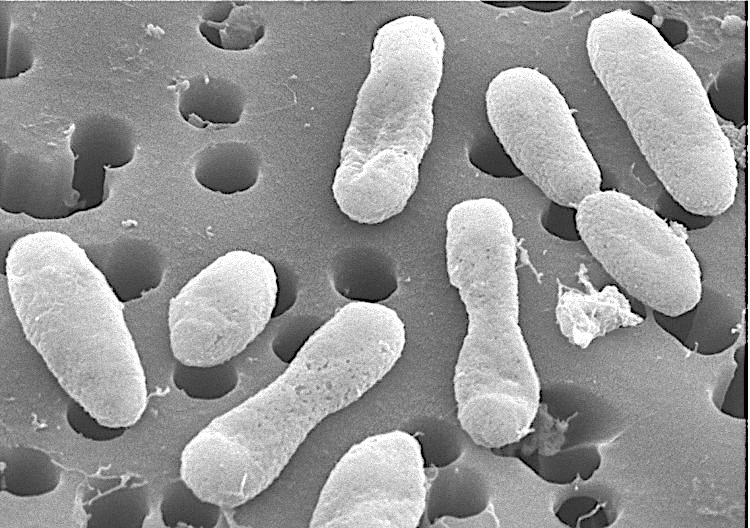
로제오박터(Roseobacter)를 촬영한 전자 현미경 사진. 막 세공 직경은 0.2 μm 정도이다.

세균은 일정한 크기로 자라면 무성생식(Asexual reproduction)의 한 형태인 이분법(Binary fission)을 통해 번식한다. 최적의 환경 하에서 세균은 매우 빠르게 성장하고 분열할 수 있으며, 세균의 개체수는 9.8분마다 2배가 될 수 있다.

펠라지박터 유퀴비(Pelagibacter ubique)와 그 근연종은 바다에서 가장 풍부한 미생물이면서, 세계에서 가장 풍부한 세균일 것이라 여겨져 왔다. 이들은 전체 미생물 플랑크톤의 약 25%를 차지하며, 여름에는 온대 해양 표면에 존재하는 미생물의 절반 정도를 차지한다. 펠라지박터 유퀴비와 그 근연종의 총량은  2 × 1028 정도의 양의 미생물로 추정된다. 하지만 2013년 2월 네이처(Nature)에는 펠라지박터 유퀴비를 공격하는 박테리오파지인 HTV010P가 발견되었으며, 이것이 지구상에서 가장 흔한 유기체일 것이라고 보고되었다.

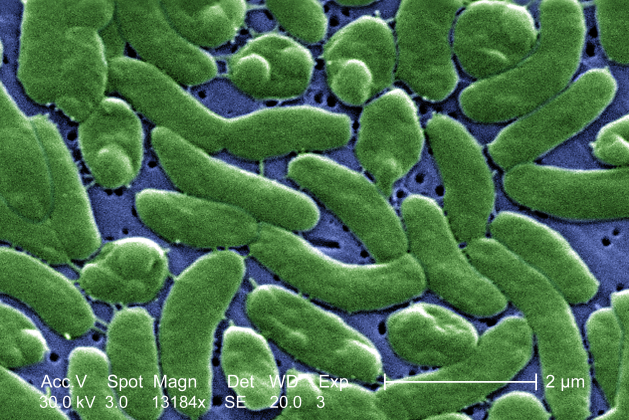
강 어귀와 해안 지역을 따라 발견되는 독성 세균인 비브리오 패혈균(Vibrio vulnificus)

로제오박터(Roseobacter) 또한 바다에서 가장 풍부한 미생물 중 하나이다. 탁 트인 연안, 해빙, 해저 등 다양한 해양 서식지에서 서식하며, 연안의 해양세균의 약 25%를 차지한다. 로제오박터 속을 구성하는 그룹은 생물지화학순환(Biogeochemical cycle)과 기후변화에 대해서 중요한 역할을 하며, 해양 환경에서 지구의 탄소 중 상당 부분을 처리한다. 로제오박터는 방향족 화합물(Aromatic compounds)을 분해하고 미량 금속을 흡수하는 공생 관계를 형성한다. 로제오박터는 양식(Aquaculture)과 정족수 감지(Quorum sensing)에서 널리 사용된다. 조류 대발생(Algal blooms) 기간에 발생하는 원핵생물 군락의 20-30%가 로제오박터이다.
현재 알려진 세균 중 가장 큰 해양의 티오마르가리타 나미비엔시스(Thiomargarita namibiensis)는 육안으로도 볼 수 있으며 때로는 0.75mm(750 μm)에 이른다.

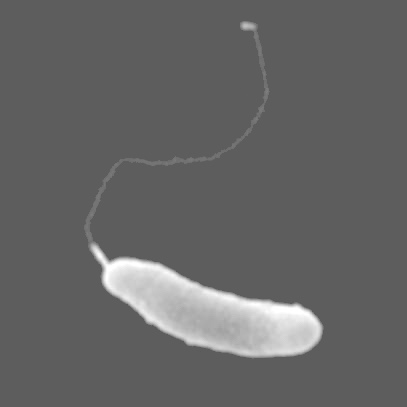
영하 온도의 북극 해빙에서 자라는 마리노모나스 악티카(Marinomonas arctica)

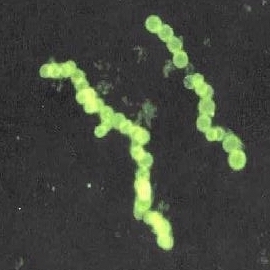
현재 가장 큰 세균이라 알려진 해양의 티오마르가리타 나미비엔시스(Thiomargarita namibiensis)

### 남세균(Cyanobacteria)
남세균은 햇빛을 화학 에너지로 바꾸는 능력을 진화시킨 최초의 유기체이다. 남세균은 단세포 세균에서 사상성 세균(Filamentous bacteria)까지 다양하며 군집종을 포함하는 문(Phylum)을 형성한다. 습지, 담수 및 해양 환경, 남극의 암석 등 지구상의 거의 모든 곳에서 발견된다. 특히, 식물성 플랑크톤처럼 어떤 종들은 바다에 떠다니기도 한다. 최초로 광합성을 시작한 생산자는 약 23억년 전의 해양 남세균이었다. 남세균의 광합성에 의한 산물인 산소 분자의 방출은 지구 환경의 변화를 유도하였다. 당시 지구상의 대부분의 생명체에게는 산소가 독성이었기 때문에 산소에 내성이 없던 유기체들은 거의 멸종 위기에 처하게 되었고, 이것은 주요 동식물의 진화 방향을 바꾸는 엄청난 변화를 가져왔다.

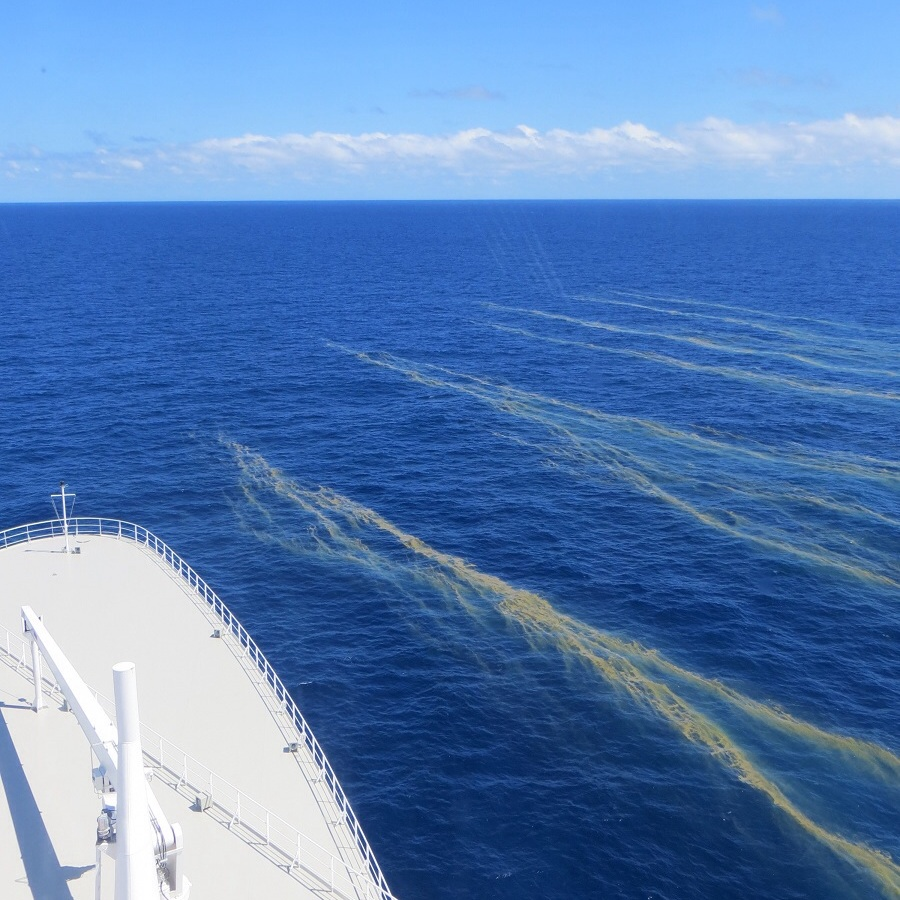
사상성 남세균 트리코데스미움(Trichodesmium)의 대증식
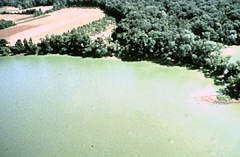
남세균 대증식은 치명적인 시아노톡신(Cyanotoxins)을 포함할 수 있다.

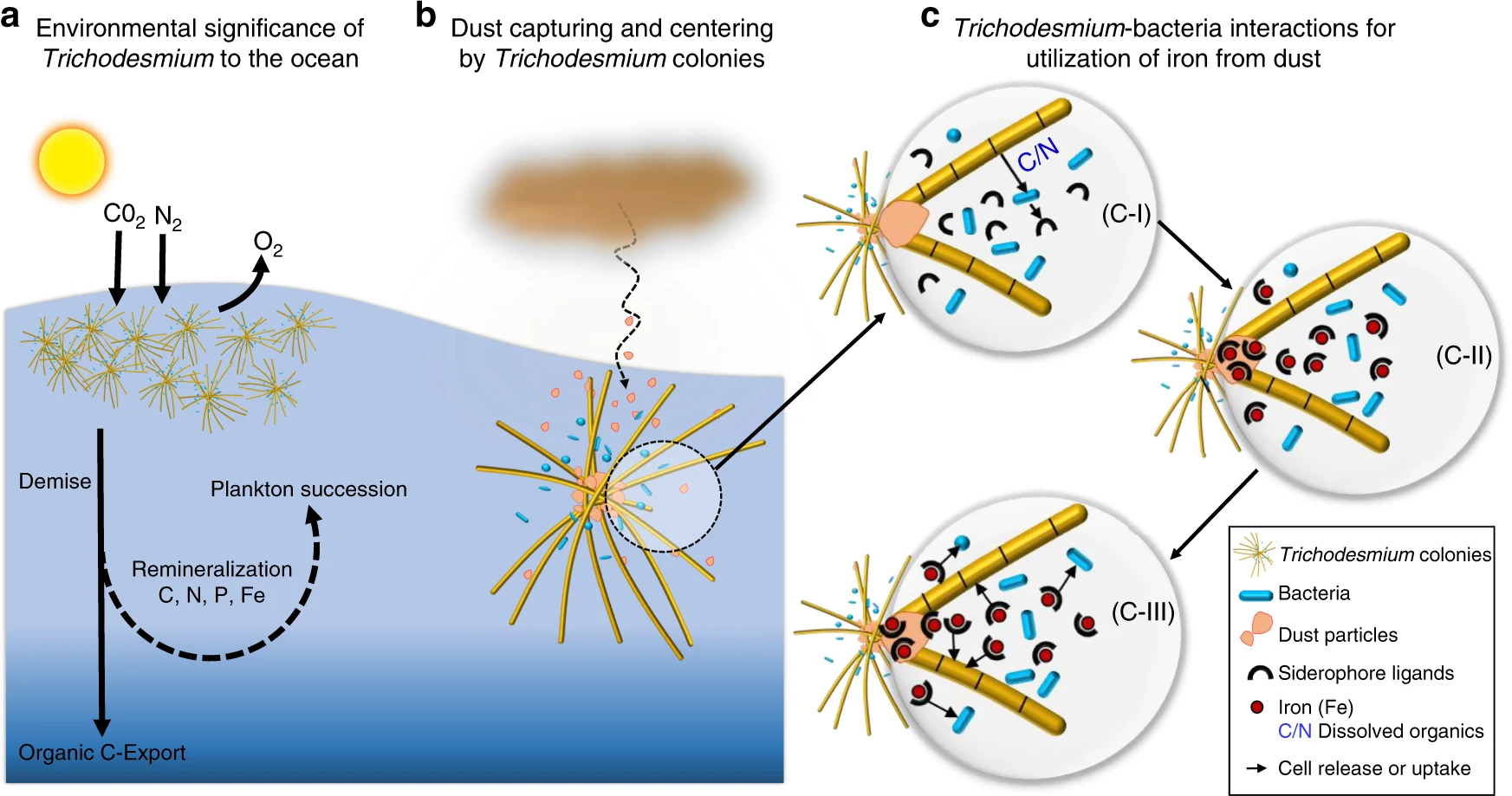
해양 남세균 트리코데스미움(Trichodesmium) 군락은 세균들과 상호작용하여 먼지로부터 철을 얻는다. a. 질소 고정 트리코데스미움(Trichodesmium)은 바다를 중요한 영양소로 비옥하게 하는데 있어서 환경적으로 큰 중요성을 가진다. b. 트리코데스미움은 먼지를 포획한 후 천천히 녹이는 독특한 능력을 가지고 있기 때문에 먼지 퇴적률은 높지만 영양소는 부족한 해역에서 대증식을 할 수 있다. c. 군집 내의 세균은 먼지와 반응하여 먼지를 용해시키는 시데로포어(siderophore)를 생성한다. 시데로포어에 의해 복합되고 용해된 철은 트리코데스미움이 획득하고 서로에게 상호이득을 가져다 준다.

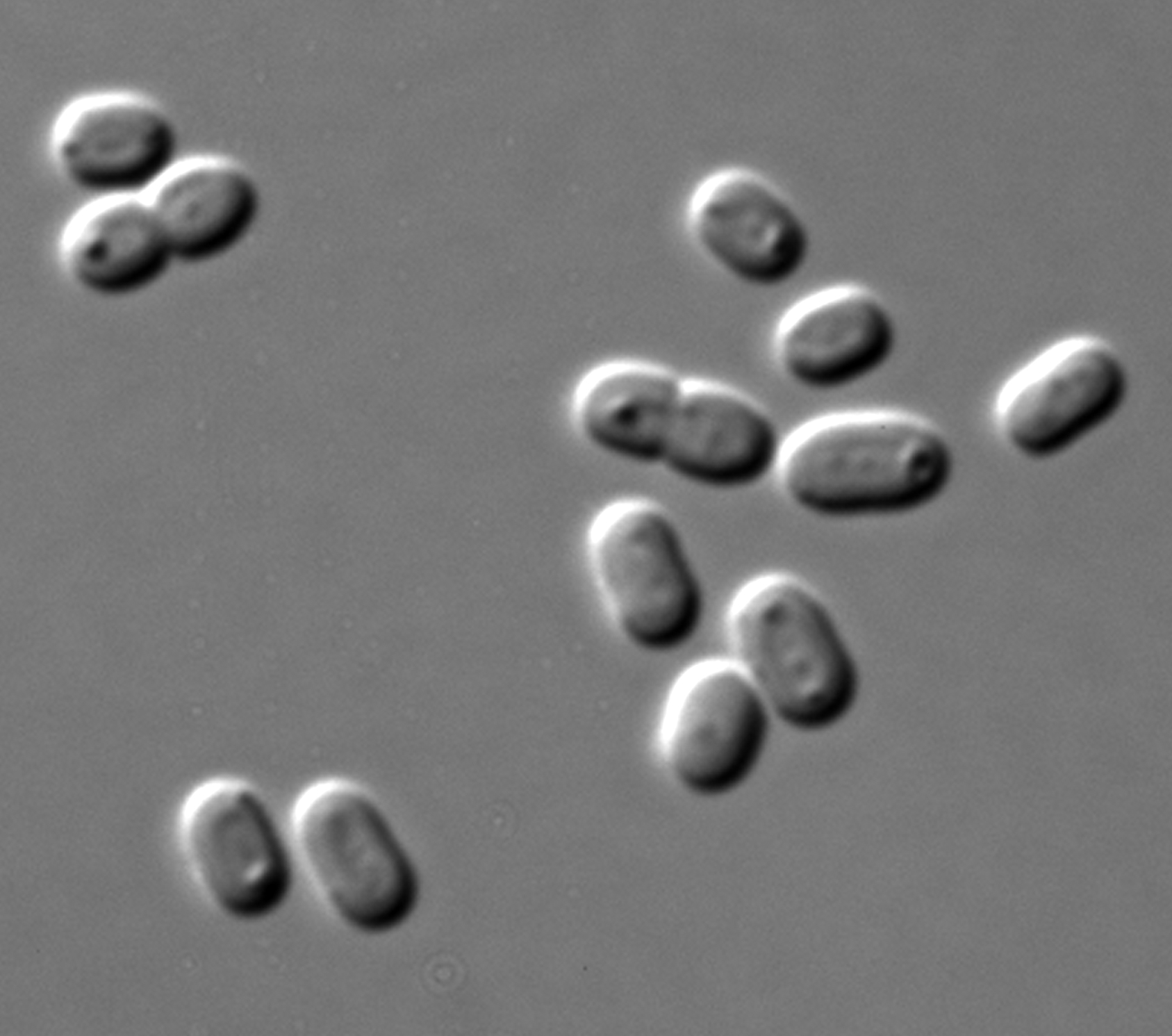
넓은 지역에 분포하는 해양 시네코코커스
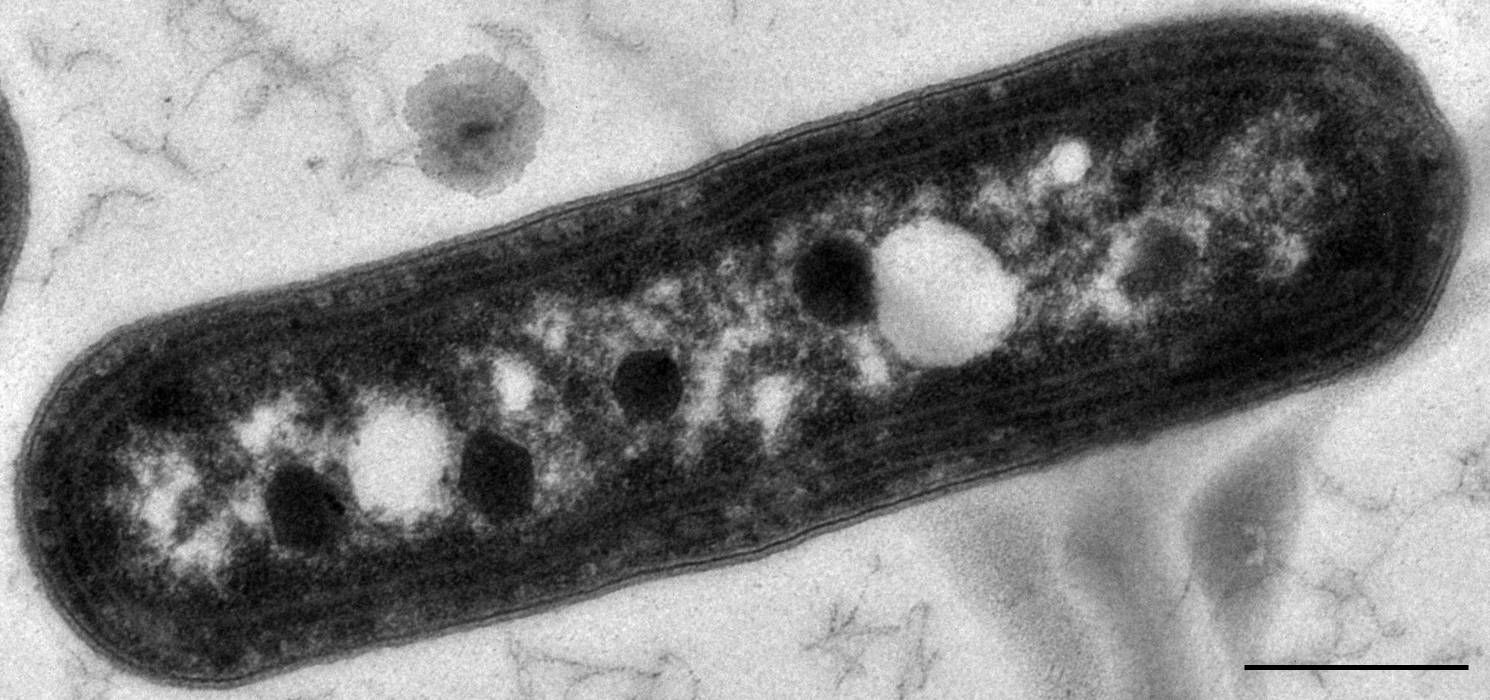
시네코코커스 중 한 종에서는 카르복시솜(Carboxysome)이 어두운 다면체 구조로 나타난다.

1986년에 발견된 0.6 µm정도의 아주 작은 크기의 해양 남세균인 프로클로로코커스(Prochlorococcus)는 오늘날 해양 먹이사슬에서 중요한 기초를 형성하고 있으며, 외해의 광합성 대부분과 지구 대기 중 산소의 20%를 생산한다고  추정된다. 이 세균은  표면 해수 1mL 당 100,000개 이상 존재하여 아마도 지구상에서 가장 풍부한 속(Genus)일 것이라 생각된다.
원래 생물학자들은 남세균을 조류로 분류하여 남조류(Blue-green algae)라고 불렀다. 최근에는 남세균은 세균이며 조류(Algae)와 함께 분류되지 않는다고 여겨진다. 대부분의 학자들은 모든 원핵생물을 조류(Algae)로부터 제외시켰고 이에 따라 남세균 또한 조류에서 제외되었다.

### 그 외의 세균들
남세균을 제외한 다른 해양세균들도 아주 흔하며 해양에서 중요한 역할을 할 수 있다. 여기에는 코피오트로프(Copiotroph), 알테로모나스 마클레오디이(Alteromonas macleodii)가 포함된다.

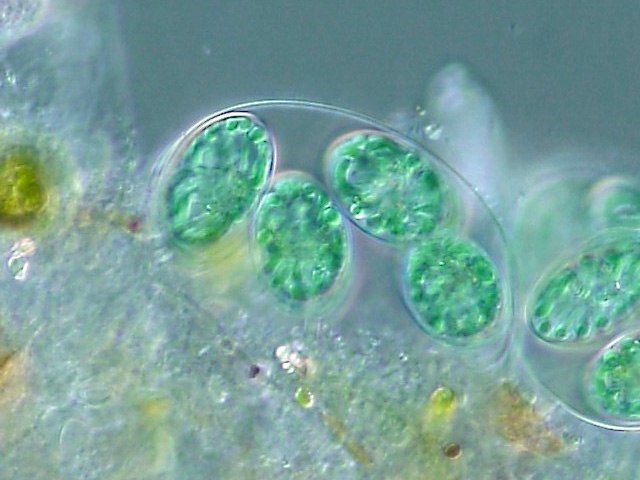
회조식물(Glaucophytes)의 엽록체는 펩티도글리칸 층을 가지고 있는데, 이는 회조식물이 남세균에서 기원했다는 증거이다.

## 해양 고세균(Marine archaea)

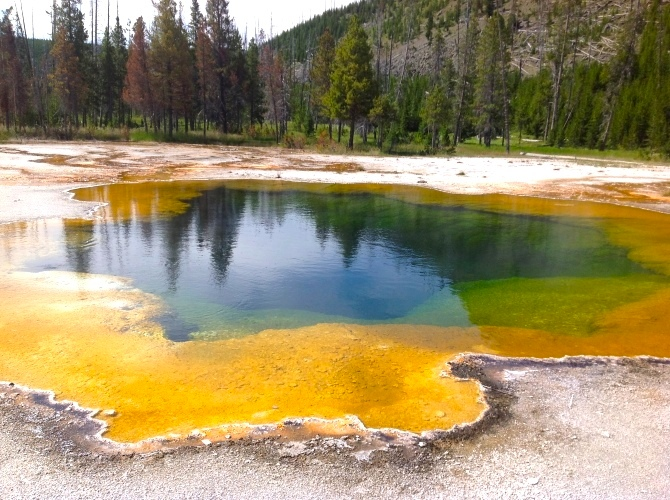
고세균은 처음에 이 온천에 있는 노란 고세균과 같이 가혹한 환경에 사는 호극성균(extremophiles)으로 보여졌으나, 이후 훨씬 광범위한 서식지에서 발견되었다.

고세균(Greek for ancient)은 단세포 미생물의 영역과 왕국을 구성한다. 이 미생물들은 원핵생물이며, 이는 그들의 세포 속에 세포 핵이나 다른 막 결합 소기관이 없다는 것을 의미한다.
고세균은 처음에 박테리아로 분류되었지만 이 분류는 구식이다. 고세균 세포는 다른 두 가지 생명 영역인 박테리아와 진핵생물로부터 그들을 분류하는 독특한 특성을 가지고 있다. 고세균은 더 나아가 여러 개의 인정된 문(phyla)으로 나뉜다. 대다수는 실험실에서 분리되지 않고 환경에서 채취한 시료에서 핵산을 분석함으로써만 검출되었기 때문에 분류가 어렵다. 박테리아와 고세균은 크기와 모양이 일반적으로 비슷하지만, 몇몇 고세균은 할로카드라툼 월스비(Haloquadratum walsbyi)의 납작하고 네모난 세포처럼 매우 이상한 모양을 하고 있다.
박테리아와 이러한 형태적 유사성에도 불구하고, 고세균은 진핵생물의 유전자와 몇 가지 대사 경로, 특히 전사와 번역에 관여하는 효소를 가지고 있다. 고고 생화학의 다른 측면은 알케이올(archaeols)처럼 세포막의 에테르 지질에 의존하는 것과 같이 독특하다. 고세균은 진핵생물보다 더 많은 에너지원을 사용하고 있다. 이것들은 당과 같은 유기 화합부터 암모니아, 금속 이온, 심지어 수소가스까지 이른다. 소금에 내성을 가진 고세균(the Haloarchaea)은 햇빛을 에너지원으로 사용하고 다른 종의 고세균은 탄소를 고정시킨다. 그러나 식물과 남세균과는 달리, 알려진 고세균의 종은 둘 다 수행하지 않는다. 고세균은 이분법, 단편화, 출아에 의해 무성생식을 한다.
박테리아나 진핵생물과는 달리 알려진 종은 포자를 형성하지 않는다. 고세균은 특히 바다에 많으며, 플랑크톤 속의 고세균은 지구상에서 가장 풍부한 생물군 중 하나일 것이다. 고세균은 지구 생명의 주요 부분이며 탄소 순환과 질소 순환 모두에서 역할을 할 수 있다. 크레고균(Thermoproteota)은 해양 환경에 매우 풍부한 것으로 여겨지는 고세균의 문(phyla)으로 탄소고정의 주요 요인 중 하나이다.

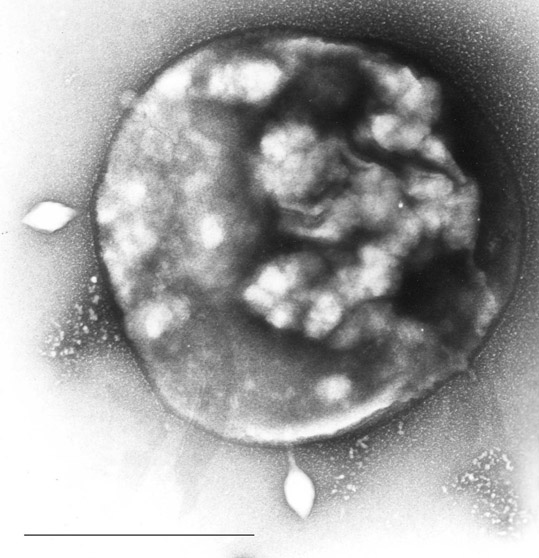
크레고균(Eocytes) 아마도 가장 풍부한 해양 고균일 것이다.
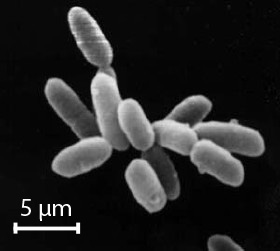
할로박테리아는(Halobacteria) 염분이 거의 포화상태인 물에서 발견되며, 현재는 고세균으로 인식되고 있다.
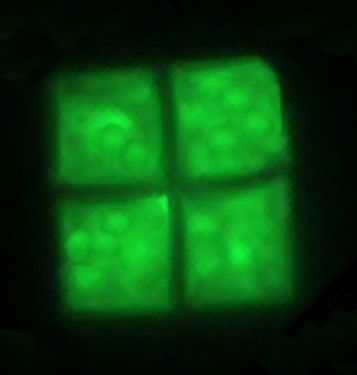
할로카드라툼 월스비(Haloquadratum walsbyi) 납작하고 네모난 모양의 고세균 세포
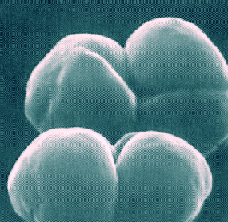
메탄을 생산하는 해양 고세균인 메타노사르치나 바케리(Methanosarcina barkeri)
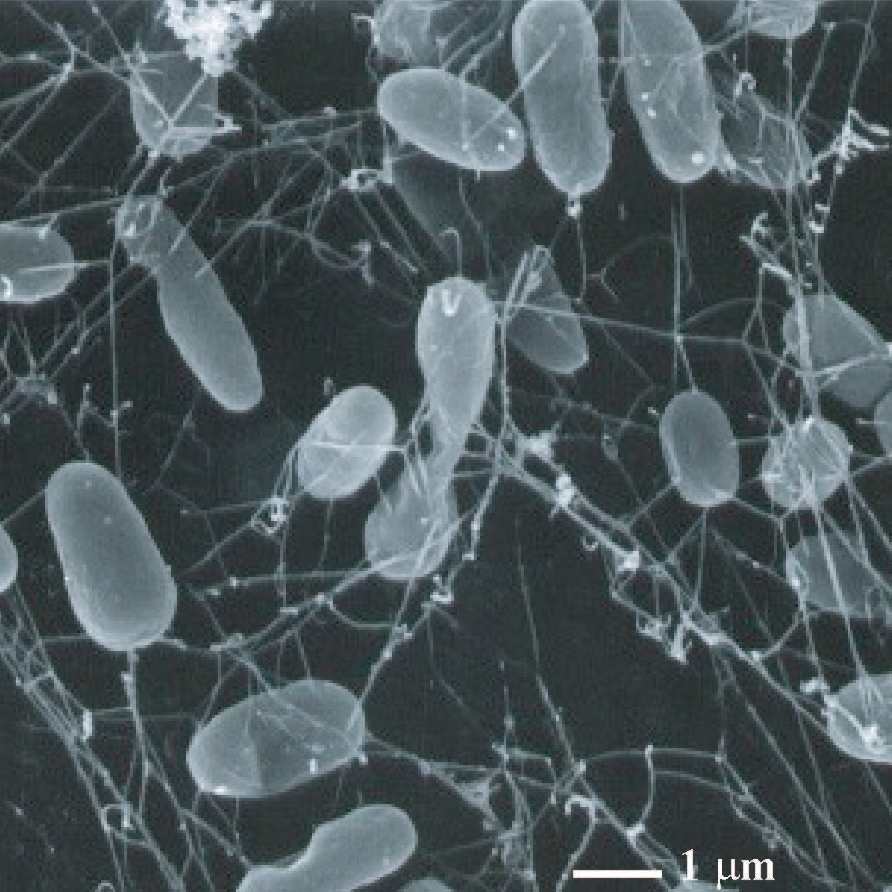
피롤로 부스 푸마리(Pyrolobus fumarii)처럼 100°C에서 생존하는 호열균(Thermophiles)

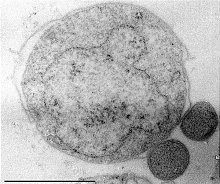
더 큰 숙주 이그니코커스(ignicoccus)를 가진 나노아케움 에퀴탄스(Nanoarchaeum equitans)세포

나노아케움 에퀴탄스(Nanoarchaeum equitans)는 2002년 열수 분출공에서 발견된 해양 고세균의 일종이다. 그것은 약 섭씨 80도에서 자라는 호열성 세균이다. 고세균인 나노아케움 에퀴탄스(Nanoarchaeum equitans)는 이그니코커스(Ignicoccus)와 공생관계로 보인다. 나노아케움 에퀴탄스(Nanoarchaeum equitans)는 지질을 합성할 수 없지만 그것을 숙주로부터 얻으므로 생존하기 위해서는 숙주 생물과 접촉을 유지해야 한다. 해당 세포는 지름이 400nm로 가장 작다고 알려진 세포 유기체 중 하나이며, 알려진 고세균 중에서는 가장 작다.
해양 고세균은 다음과 같이 분류된다:
- 해양 그룹 I(MG-I 또는 MGI): 최대 Id까지의 하위 그룹 Ia(일명 I.a)를 갖는 타움고균
- 해양 II 분류군(MG-II):에우리고균[104], 하위 분류군 IIa ~ IId (IIa는 Poseidoniaceae와 IIb는 Thalassarchaceae와 유사)

MGII에 기생하는 바이러스는 마그로바이러스(magroviruses)로 분류된다.
- 해양 III 그룹(MG-III): 유리고세균(Euryarchaeota), 해양 해저 그룹 D
- 해양 4그룹(MG-IV): 유리고세균(Euryarchaeota)

## 영양 모드(Trophic mode)
틀:추가정보
원핵생물의 대사는 에너지원, 전자공여체, 성장에 사용되는 탄소의 공급원 등 3가지 주요 기준에 따라 영양군으로 분류된다.
| 영양 유형    | 에너지원   | 탄소원                                               | 예                                                           |
| ------------ | ---------- | ---------------------------------------------------- | ------------------------------------------------------------ |
| 광영양생물   | 햇빛       | 유기화합물(광영양증) 또는 탄소고정(광영양증)         | 남세균, 녹색황세균, 녹만균류 또는 홍색세균                   |
| 무기영양생물 | 무기화합물 | 유기화합물 또는 탄소고정                             | Thermodesulfobacteriota, Hydrogenophilaceae, or Nitrospirota |
| 유기영양생물 | 유기화합물 | 유기화합물(화학영양생물) 또는 탄소고정(화학영양생물) | 간균속, 클로스트리듐 또는 장내세균                           |

해양 원핵생물은 오랜 기간동안 매우 다양해졌다. 원핵생물의 대사는 진핵생물의 대사보다 훨씬 다양하고 매우 다른 종류의 원핵생물로 이어진다. 예를 들어, 진핵생물처럼 광합성이나 유기화합물을 에너지로 사용하는 것 외에도, 해양 원핵생물들은 황화수소와 같은 무기화합물로부터 에너지를 얻을 수 있다. 이것은 해양 원핵생물들이 남극 얼음 표면과 같은 혹독한 환경에서 극한 환경 미생물로 성장할 수 있게 하며, 저온생물학에서 연구돼 해저 열수분출공처럼 뜨겁거나 염분이 많은 환경에서도 성장할 수 있게 한다. 일부 해양 원핵생물들은 다른 해양 유기체들 안이나 몸 위에서 공생적으로 산다.

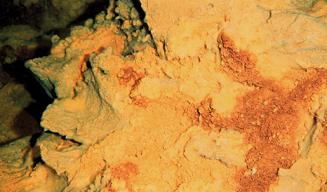
해산의 측면에서 산화철로 둘러싸인 미생물 매트는 철을 산화시키는 제타프로테오박테리아(Zetaproteobacteria)의 지배를 받는 미생물 군집을 수용할 수 있다.

- 광영양생물은 세균 분류에서 항상 중요한 역할을 해야 하는 특히 중요한 표지이다. 호기성 무산소성 광영양 박테리아(AAPB)는 널리 분포하는 해양 플랑크톤으로, 외해 미생물군의 10% 이상을 차지한다.[90] 해양 AAPB는 2개의 해양(에리스로박터와 로즈오박터) 속으로 분류된다. 그들은 특히 과영양 상태에서는 군락의 24%가 될 수 있다.[91] 이러한 종속영양생물들은 에너지를 생산하기 위해 빛을 사용하지만, 이산화탄소를 일차 탄소 공급원으로 사용할 수 없다. 대부분은 필수적으로 유산소인데, 이것은 그들이 자라기 위해 산소를 필요로 한다는 것을 의미한다. 현재의 데이터는 해양 박테리아가 며칠의 생성 시간을 갖는다는 것을 제시하는 반면, AAPB가 훨씬 더 짧은 생성 시간을 갖는다는 새로운 증거가 존재한다. 해안이나 선반 수역에서는 대부분의 경우 AAPB의 양이 많고 그중에는 13.51%까지 높은 것도 있다. 식물 플랑크톤은 AAPB에도 영향을 미치지만 이 분야에서는 거의 연구가 이루어지지 않고 있다.[92] 그들은 또한 세계 해양에서 가장 과영양 적인 체제를 포함하여 다양한 과영양 조건에서도 풍부하게 존재할 수 있다.[93]  이들은 세계적으로 유광층에 분포하고 있으며 해양 미생물 군집의 지금까지 인식되지 않았던 성분을 나타내고 있어 해양에서의 유기 탄소와 무기 탄소 양쪽 순환에 중요하다고 생각된다.[94]

- 홍색세균:
- 제타프로테오박테리아(Zetaproteobacteria): 철산화 호중구성 화학무기독립영양 생물로 전 세계 하구와 해양 서식지에 분포한다.
- 수소 산화 박테리아는 호기성균과 혐기성균으로 나뉠 수 있는 독립영양생물이다. 전자는 수소를 전자공여체로, 산소를 전자수용체로, 후자는 황산염이나 이산화질소를 전자수용체로 사용한다.[95]

## 같이 보기
- 철산화 세균